# Lange Mars (raketfamilie)

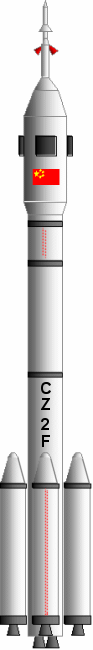
Lange Mars LM-2F

De Lange Mars (Chinees: 長征, Hanyu pinyin: Chángzhēng) is een reeks van Chinese draagraketten die sinds halverwege de jaren zestig worden ontwikkeld. De eerste Lange Mars-raket werd gelanceerd in april 1970.

## Geschiedenis
Rond 1965 begon de China Academy of Launch vehicle Technology (CALT) aan de ontwikkeling van een draagraket, toegespitst op het op militaire en commerciële basis lanceren van kunstmatige satellieten. Voor de ontwikkeling werd gebruikgemaakt van kennis die is opgedaan met de Dongfeng-raket. Op 24 april 1970 werd met de eerste Lange Mars (LM-1, tevens bekend als CZ-1) met succes een kleine satelliet in een lage baan (Low Earth Orbit: LEO) om de Aarde gebracht. Enige tijd later werd de LM-1 gemodificeerd tot de LM-1D waarmee een grotere last (tot 1000 kg) in een lage baan kon worden gebracht.
In datzelfde jaar werd begonnen met de ontwikkeling van de LM-2. Dit type bestaat uit twee trappen en kon tot maximaal 2800 kg in een LEO brengen. De eerste lancering van de LM-2 op 5 november 1974 liep uit op een fiasco. Enkele weken later werd de aangepaste LM-2C met succes gelanceerd en de vier daaropvolgende lanceringen verliepen ook zonder problemen. In totaal werden er 17 LM-2C's gelanceerd, waarvan de laatste op 25 juli 2004. Daarna werd de LM-2C uit gebruik genomen.
De LM-3 was de eerste uit drie trappen bestaande Lange Mars. In tegenstelling tot de eerste twee trappen die op hypergolische brandstoffen werken, werd voor de motor van de derde trap vloeibare waterstof gebruikt en vloeibare zuurstof als oxidator. Tussen 1984 en 1997 werden er met de LM-3 twaalf vluchten uitgevoerd.
De in Shanghai ontwikkelde LM-4 is grotendeels identiek aan de LM-3, echter kunnen met deze variant zwaardere lasten (tot 4680 kg) in hogere banen worden gelanceerd. De eerste vlucht met een LM-4 vond plaats op 6 september 1988 waarbij China's eerste experimentele meteorologische satelliet werd gelanceerd.
De LM-2D, LM-2E en LM-2F zijn op LM-2E gebaseerde raketten die alle drie in 2004 nog in gebruik zijn. Uit de LM-3 zijn de LM-3A, LM-3B en LM-3C voortgekomen. Van de LM-4 zijn er een A- en B-variant, welke beide in 2004 in gebruik zijn.
Vanaf 2016 zijn er nieuwe series Lange Mars-raketten geïntroduceerd. Opvallend is daarbij dat deze niet op hypergolische brandstoffen werken. Hypergolische brandstoffen zijn zeer giftig en daarom minder aantrekkelijk. De rakettrappen van Lange Mars-raketten storten door de ligging van de meeste Chinese lanceerbases regelmatig in bevolkt gebied neer.

### Lange Mars 11
Is een lichte viertrapsraket met vastebrandstofmotor en sinds 2015 in gebruik. De raket kan 700 kilogram vracht in een lage baan om de Aarde brengen en 350 kilogram naar een zon-synchrone baan. De raket wordt meestal van lanceerbasis Jiuquan gelanceerd, maar in juni 2019 werd er voor het eerst een vanaf een schip in de Gele Zee gelanceerd en in 2020 een vanaf lanceerbasis Xichang.

### Lange Mars 6

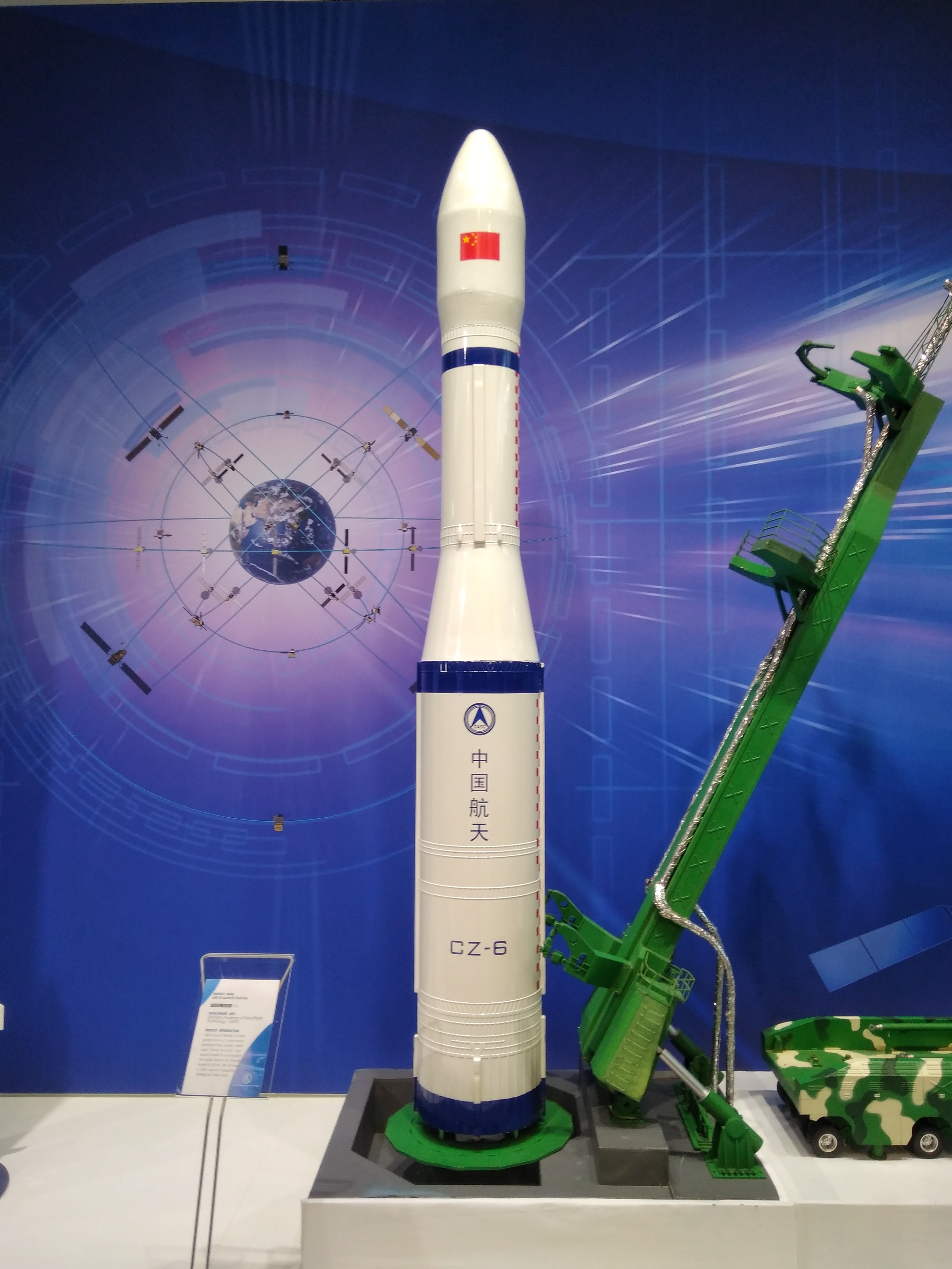
Een schaalmodel van een Lange Mars 6

De Lange Mars 6 is een lichte draagraket die in 2015 debuteerde. De eerste en tweede trap werken op RP1. De derde trap is hypergolisch. De 29 meter hoge raket kan een nuttige lading tot 1080 kg in een baan om de Aarde op 700 km boven het aardoppervlak brengen.

#### Lange Mars 6A
Op 29 maart 2022 debuteerde een uitgebreide, krachtiger versie van de Lange Mars 6. De Lange Mars 6A is uitgebreid met vier vaste brandstof boosters en de eerste en tweede trap zijn vergroot en van meer motoren voorzien. Ook de neuskegel is groter. De LM-6A wordt in staat geacht 4000 kilogram nuttige lading in een Zon-synchrone baan om de Aarde te kunnen plaatsen.

### Lange Mars 7

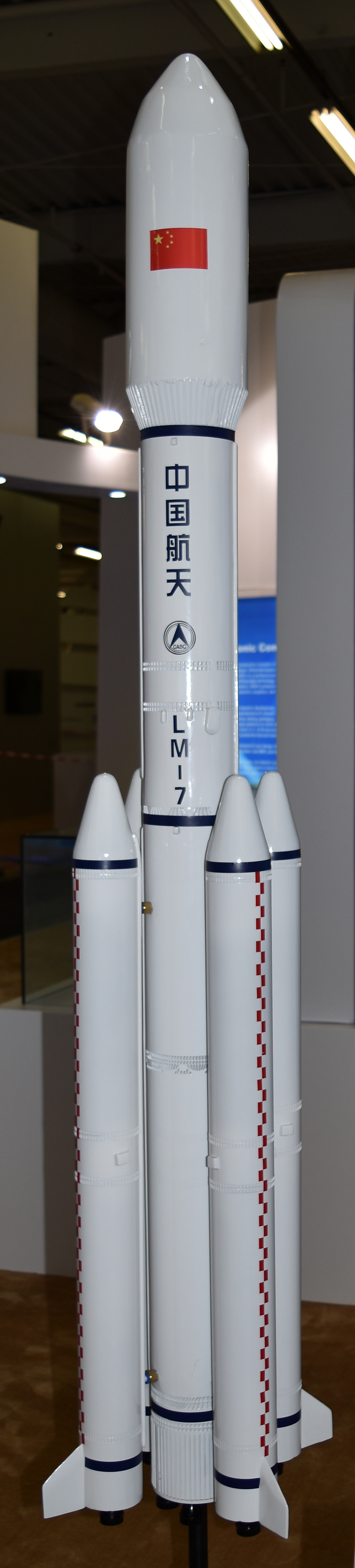
Een schaalmodel van een Lange Mars 7

De Lange Mars 7 is een zware medium-klasse draagraket die in juni 2016 debuteerde. De vier side-boosters, de eerste en de tweede trap werken op RP-1 (raketkerosine). In april 2020 werd de LM-7A voor het eerst gelanceerd (die lancering mislukte overigens). De LM-7A bevat een toegevoegde derde trap die op vloeibare waterstof werkt. Die bovenste rakettrap is vrijwel identiek aan die van de LM-3B. De LM-7 wordt gelanceerd vanaf lanceerbasis Wenchang op Hainan.

### Lange Mars 5: Heavy-lift-capaciteit

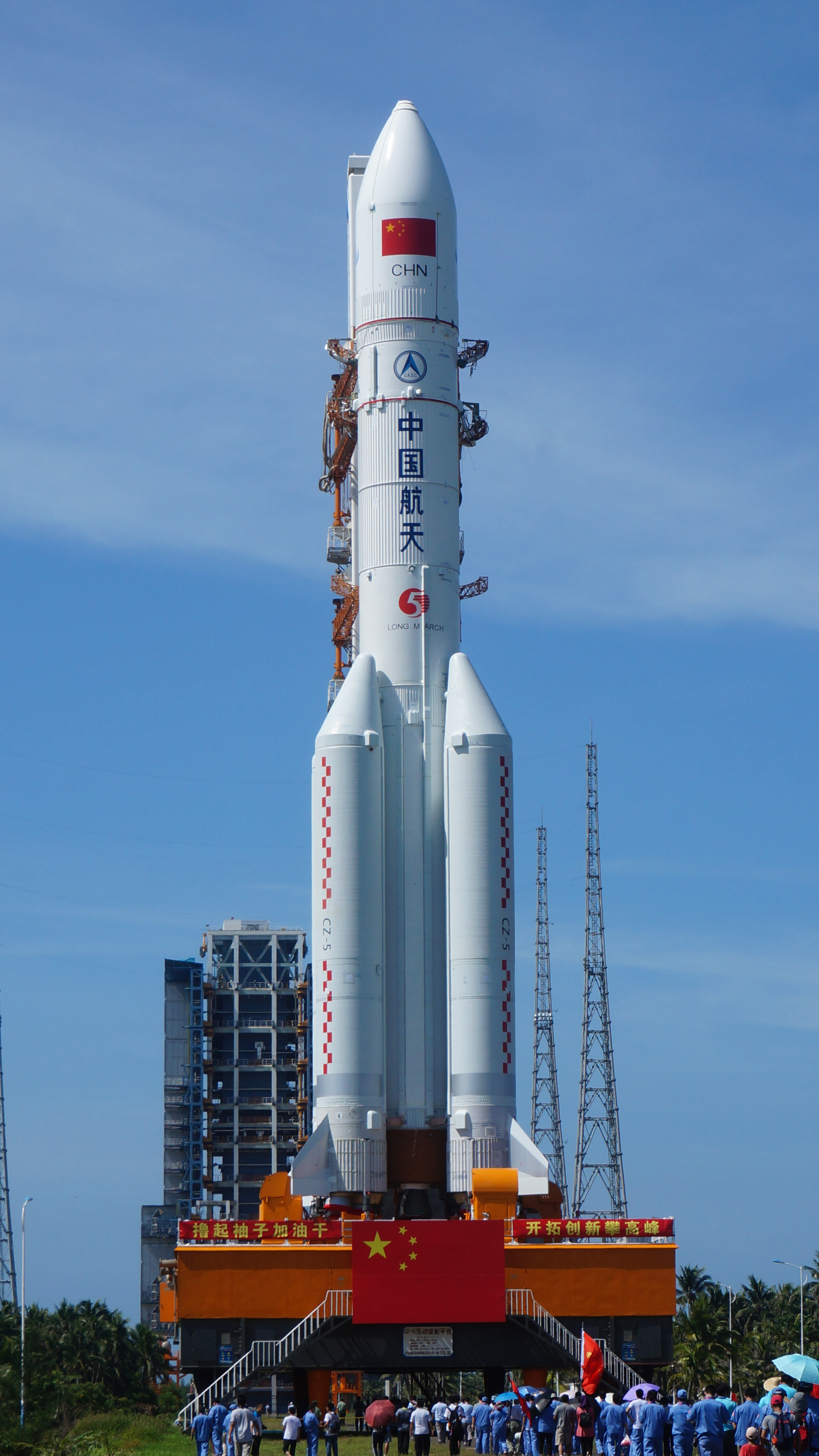
Een Lange Mars 5 staat enkele dagen voor de mislukte vlucht Y2 op het lanceerplatform

De LM-5 is de eerste Chinese raket in de heavy-lift-klasse en is in staat om vrachten tot 25.000 kg in een lage baan om de Aarde te brengen. De vier side-boosters werken op RP-1 (raketkerosine) en de eerste, tweede en optionele derde trap branden op cryogene vloeibare waterstof. Op 3 november 2016 maakte een LM-5 zijn eerste proefvlucht. De vracht werd echter in een iets lager dan geplande baan gebracht. De satelliet kon echter op eigen kracht de juiste baan bereiken en de missie werd als succes bestempeld.  De op 2 juli 2017 gelanceerde tweede LM-5 (vlucht Y2) lukte het echter niet zijn vracht in de ruimte af te zetten en keerde met zijn vracht terug in de dampkring. Tijdens de live webcast was te zien dat de eerste trap zo'n 100 seconden later dan gepland werd afgekoppeld en de tweede trap vervolgens niet functioneerde volgens planning. Twee weken daarvoor was ook al een vlucht van een LM-3B mislukt. Op 27 december 2019 werd de LM-5 na implementatie van ontwerpmodificaties weer gelanceerd. Lanceringen van de LM-5 vinden plaats op lanceerbasis Wenchang op Hainan.

#### LM-5B
Een nieuwe variant van de LM-5, de LM-5B, debuteerde op 5 mei 2020. Deze heeft de vier boosters en een centrale rakettrap van de LM-5, maar geen upperstage. Hierdoor is deze anderhalftrapsraket alleen geschikt voor lanceringen van zware vrachten naar een lage baan om de Aarde (zoals ruimtestation-modules).
Op zijn eerste vlucht lanceerde deze een nieuw onbemand Chinees ruimteschip, voor een test die is te vergelijken met Exploration Flight Test 1 van NASA’s Orioncapsule.

##### Veiligheidsmaatregelen neerkomen centrale trap nagelaten of mislukt
China wordt bekritiseerd over het feit dat bij de eerste twee lanceringen blijkbaar veiligheidsmaatregelen zijn nagelaten of mislukt, om de centrale trap van 22 ton geheel in de atmosfeer te laten verbranden of de restanten ervan veilig te laten neerkomen. Onderdelen van de centrale trap van de eerste LM-5B kwamen een week na de lancering terecht in Ivoorkust, waarbij woningen beschadigd werden. Bij de tweede was er in mei 2021 ook gevaar, maar lijkt het zonder schade te zijn afgelopen.

#### Lange Mars 5G
De Lange Mars 5G, eerder LM-5DY is voorgestelde een variant die gebruikt kan worden om mensen naar de Maan te brengen. Deze raket die eerder onder de codenaam Project 921 werd ontwikkeld toont veel overeenkomsten met de Falcon Heavy, in formaat, in lanceercapaciteit, en in het feit dat het een triple-core-ontwerp is. Door twee van deze raketten, een voor de bemanningscapsule en een voor de lander, te gebruiken kan de China’s eerste bemande maanlanding bespoedigd worden omdat men  niet op het gereedkomen van de Lange Mars 9 hoeft te wachten.
In november 2022 werd op de Airshow te Zhuhai een vernieuwd ontwerp voor deze variant van de Lange Mars 5 gepresenteerd die nu Lange Mars 5G heet.

### Lange Mars 8
De Lange Mars 8 is grotendeels gelijk aan de Lange Mars 7B, maar is ontworpen om een herbruikbare centrale trap te hebben die net als Falcon 9-boosters met rastervinnen en landingspoten is uitgerust. De LM-8 debuteerde op 22 december 2020 maar was toen nog niet geschikt voor een boosterlanding. die herbruikbaarheid moet met de LM-8R bereikt worden. De eenmotorige sideboosters blijven aan de tweemotorige centrale, eerste trap vastzitten zodat ook deze mee geland worden.
De LM-8 is geschikt om tot 5.000 kg in een zon-synchrone baan op 700 km hoogte te brengen en 2.800 kg naar een geostationaire baan. Deze wordt van lanceerbasis Wenchang gelanceerd.

### Lange Mars 9
Inmiddels ontwikkelt China een super-heavy-lift-raket: de Lange Mars 9.
Het ontwerp van de LM9 moet in staat zijn om vrachten tot 140 ton in de ruimte te brengen, vrachten tot 50 ton in een traject naar de Maan en 44 ton naar Mars. Die capaciteiten komen grofweg overeen met die van NASA’s historische Saturnus V en toekomstige SLS Block II. China gaf aan in 2018 te beginnen met testen en naar een eerste lancering in 2028 toe te werken. Die doeldatum is anno 2022 naar 2030 doorgeschoven en het ontwerp uit 2018 is vervangen door een nieuw ontwerp.

#### Eerste ontwerp
Het eerste ontwerp voor de LM-9 vertoonde veel overeenkomsten met andere Lange Mars-raketten zoals het gebruiken van vier side-boosters. De diameter van de centrale rakettrap zou 10 meter zijn en de lengte had 93 meter zullen zijn.

#### Vernieuwd ontwerp
In november 2022 werd op de Zhuhai Airshow een vernieuwd ontwerp gepresenteerd. Het is nu een drietraps-ontwerp geworden. De diameter van alle rakettrappen als ook de neuskegel is tien meter. De totale lengte is 108 meter. De side-boosters zijn verdwenen en de raket heeft een veel grotere eerste trap gekregen die middels rastervinnen verticaal moet kunnen landen waardoor de eerste trap herbruikbaar wordt.

### Lange Mars 12
De Lange Mars 12 is een medium-liftraket die op 30 november 2024 voor het eerst werd gelanceerd vanuit de Lanceerbasis Wenchang. Het is een 62 meter hoge tweetrapsraket met een diameter van 3,8m gebouwd door de Shanghai Academy of Spaceflight Technology. De vier YF-100K motoren van de eerste trap verbranden RP1 kerosine en vloeibare zuurstof. De LM-12 kan 12.000 kg in een lage baan om de Aarde (LEO) brengen, en 6.000 kilogram in Zon-synchrone baan (SSO).

## Lanceerinrichtingen
Voor de Lange Mars-raketten zijn vier lanceerbasissen geschikt. Het Xichang Satellite Launch Center ligt in het zuiden van China in de provincie Sichuan. Taiyuan Satellite Launch Center ligt in de provincie Shanxi in het noorden. De oudste lanceerinrichting is Jiuquan Satellite Launch Center en ligt in de noordwestelijke provincie Gansu. Als laatste werd op het eiland Hainan dat ten zuiden van China ligt lanceerbasis Wenchang gebouwd voor de LM-5, LM-7 en LM-8. Deze lanceerbasis werd in 2014 in gebruik genomen. Dit was echter omstreden aangezien Hainan een sterk op toerisme gerichte economie heeft en lokale bewoners bang waren dat de inkomsten daarvan terug zullen lopen met de komst van een lanceerinrichting.

## Missies
De eerste satelliet die met een Lange Mars is gelanceerd is de Dong Fang Hong 1 (DFH-1) in 1970. Tot 1997 zijn er in totaal 13 DFH's in LEO of GTO (geostationaire baan) gebracht. Naast een groot aantal militaire satellieten zijn er onder andere IntelSat-, ChinaStar- en Iridium-satellieten gelanceerd. Vanaf 1999 worden er met de LM-2F onbemande Shenzhou-ruimtevaartuigen gelanceerd vanaf Jiuquan Satellite Launch Center. De eerste bemande Shenzhou 5-capsule werd op 15 oktober 2003 in een baan rond de Aarde gebracht met een LM-2F.